# Dúbrava (powiat Snina)
Dúbrava (węg. Kistölgyes, ukr. Dubrava) – wieś (obec) na Słowacji, w kraju preszowskim, w powiecie Snina. Pierwsza wzmianka o wsi pochodzi z 1548 roku.